# Деваштич
Девашти́ч (согд. δy-w’šty-c), также Дивасти́ч и Дивашти́ (VII век, Самарканд — 722, Таджикистан) — согдийский афшин, один из последних правителей Согдианы, правитель Пенджикента (предполагаемая дата начала правления — 708 год).
В Таджикистане считается одним из защитников, героев таджикского народа.

## Происхождение
Деваштич был сыном некоего Йодхештака, который принадлежал к знатной согдийской семье дехкан из Самарканда. Семья носила титул (тур) шур или «сур». Такой титул по всей вероятности мог вести своё начало от служащего сасанидского царя Бахрама V, который включал Согдиану в состав своего государства.

## Спор с Самаркандом и арабами
Около 706 года Деваштич был избран правителем Пенджикента, сменив афшина Чекина Чур Бильге на посту правителя города. Однако он не обладал абсолютной властью и делил свою власть с другими князьями. Хотя Деваштич правил только Пенджикентом, он претендовал на титул «согдийского царя» и «правителя Самарканда». На некоторых монетах Деваштича было имя некой Наны, которая либо была богиней Нанайей, либо дочерью Чекина Чур Бильге, на которой Деваштич, возможно, был женат.
В 709/710 году Тархун, согдийский ихшид Самарканда, был свергнут в результате восстания из-за его промусульманской политики, и ему наследовал другой согдийский ишхид по имени Гурек. После падения Тархуна двое его сыновей бежали ко двору Деваштича, где к ним проявили уважение. Это значительно укрепило притязания Деваштича на Самарканд. Около 712 года Деваштич, в том числе другие местные согдийские правители, такие как Гурек, признали власть Омейядского халифата после вторжения арабского генерала Кутейбы ибн Муслима.
В то время как Гурек пытался порвать с сюзеренитетом Омейядов и просить помощи у империи Тан, Деваштич оставался верен арабам, и его отношения с ними, по-видимому, были настолько хорошими, что его даже считали мусульманином. В 719 году он был вынужден отправить двух сыновей Тархуна к аль-Джарраху ибн Абдаллаху, омейядскому губернатору Хорасана. Еще в 721 году Деваштич состоял в переписке с Абд ар-Рахманом ибн Нуаймом аль-Гамиди, новым губернатором Хорасана, который льстиво называл его царем Согда и правителем Самарканда, возможно, пытаясь заверить или вернуть его лояльность.

## Восстание и смерть

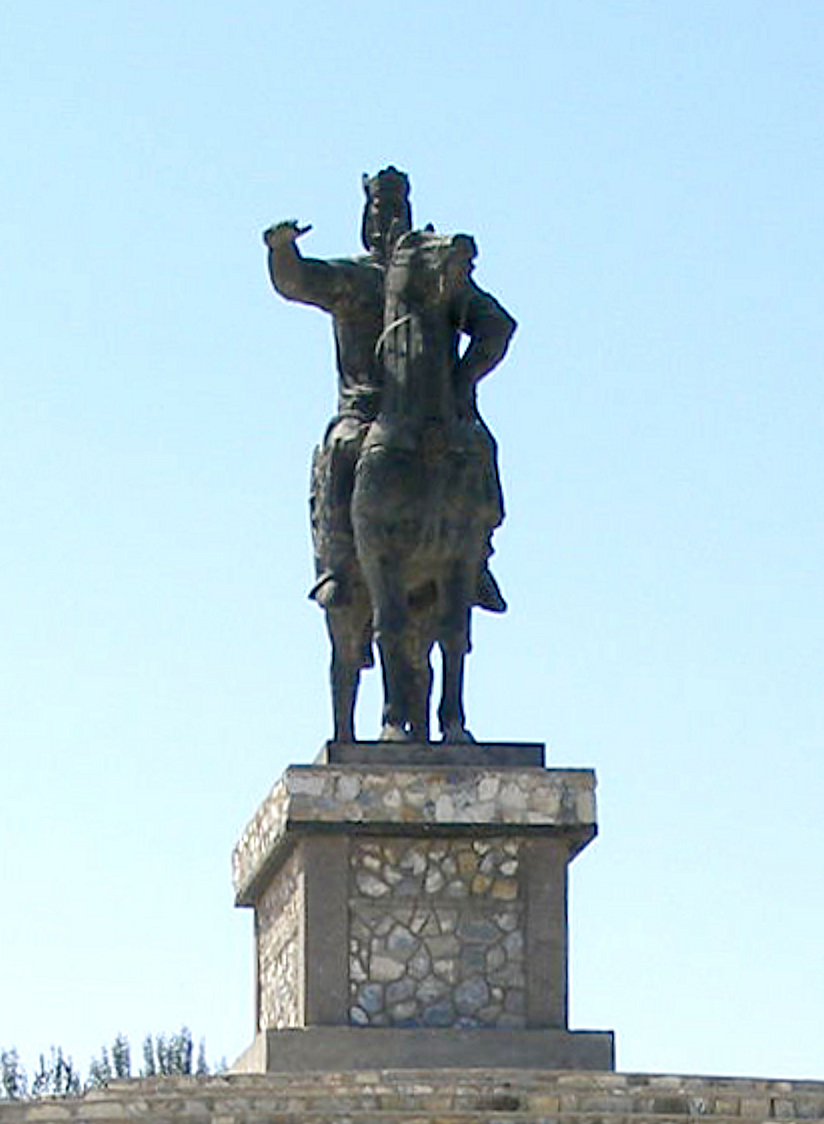
Монумент Деваштичу в Пенджикенте, Таджикистан

В 720 году Деваштич вместе с другим согдийским правителем по имени Карзандж упоминаются как лидеры антиарабского восстания в Согдиане. Им удалось завоевать преданность ат-Тара, согдийского правителя Ферганы, который пообещал предоставить им защиту в случае, если их восстание обернется неудачей. В то время как армия Карзанджа находилась в Худжанде, ат-Тар предал его и сообщил Омейядскому генералу Саиду ибн Амру аль-Хараши, где находится Карзандж и его армия. Аль-Хараши быстро двинулся к Худжанду, где разгромил армию Карзанджа, жестоко убив более 3000 согдийских жителей города.
Затем аль-Хараши отправился в Зеравшан, где находился Деваштич. В 722 году недалеко от города вскоре произошла битва, в которой аль-Хараши снова сумел одержать победу. Затем Деваштич бежал в крепость близ Зеравшана, но в конце концов согласился сдаться арабам и был взят в плен, где с ним хорошо обращались. Затем арабы начали сжигать несколько домов и храм в Пенджикенте.
Омейядский губернатор Ирака, включая других высокопоставленных чиновников, хотел освободить Деваштича. Аль-Хараши, однако, приказал распять Деваштича на зороастрийском погребальном сооружении и отправил его голову в Ирак. Этот выбор позже сыграл свою роль в смещении аль-Хараши с поста губернатора Хорасана.

## Религия

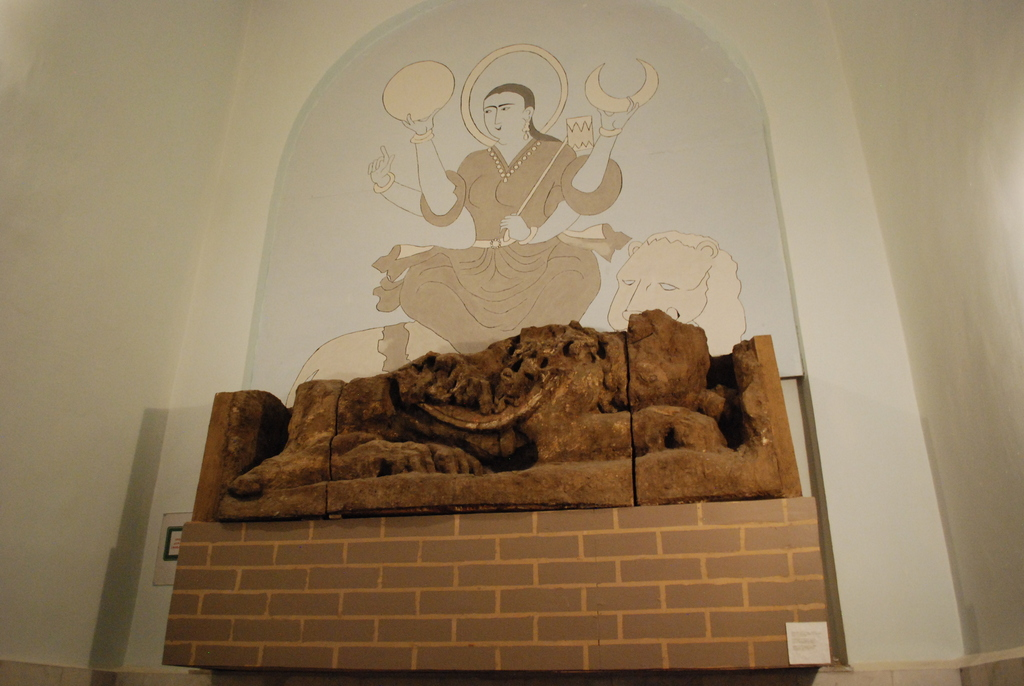
Фрагменты богини Анахиты со львом. Пенджикент, VI—VIII вв. н. э. Национальный музей древностей Таджикистана.

Хотя буддизм и манихейство распространились по всей Согдиане, Деваштич, включая большинство его подданных, исповедовал зороастризм, который, однако, отличался от того, который практиковался на иранском плато. Зороастризм, которому поклонялись Деваштич и его подданные, был также известен как «согдийский зороастризм», являлся другой зороастрийской сектой, получившей влияние от разных религий. Даже древние месопотамские религии оказали влияние на секту зороастрийцев, и согдийцы поклонялись таким божествам, как Нанайя.

## Потомки
Сын Деваштича Тархун (не путать с согдийским ихшидом Тархуном) был взят в плен в Ираке. Где его семья жила на протяжении трёх поколений. В четвертом поколении член семьи по имени Микаль ибн Абд аль-Вахид поселился в Хорасане в начале IX века, где его потомки продолжали жить, положив начало выдающейся семье Микалидов, которая служила различным династиям Хорасана.

## Архив Деваштича
Архив Деваштича, случайно обнаруженный в 1932 году в Таджикистане на развалинах крепости Муг-К’ала на горе Муг (замок *’bγr = *Aparγar арабских источников), представляет собой важный источник согдийских текстов (74 документа). Некоторые письма принадлежали самому Деваштичу. Среди писем Деваштича, документ В-17 является наиболее интересным для политической и дипломатической истории Согда первой четверти VIII в. В этом письме содержатся указания на то, что Деваштич считал себя вассалом кагана — речь идёт, по-видимому, о кагане восточных тюрок. Существует сообщение Деваштича о посещении его ферганским царем, а также сведения о военных отрядах восточных тюрок и китайцев, прибывших к Деваштичу.
В фондах музея на городище Афрасиаб в Самарканде был обнаружен фрагмент документа на коже, предположительно из архива царя Деваштича.
| Предшественник: Чекин Чур Бильге | Правитель Пенджикента 706 — 722 год | Омейядское завоевание |

## Память
Памятник Деваштичу имеется в Таджикистане, где он почитается как национальный герой.

## Образ в искусстве

### В литературе
- «Тайна горы Муг» (1958) — Клары Моисеевой.
- Явдат Ильясов. «Согдиана». М. 1983.

### В кино
- «Зов предков. Согдиана» (1995).